# 斯蒂爾威爾 (伊利諾伊州)
斯蒂爾威爾（英語：Stillwell）是位於美國伊利諾伊州漢考克縣的一個非建制地區。該地的面積和人口皆未知。

## 地理
斯蒂爾威爾的座標為40°13′07″N 91°10′59″W / 40.21861°N 91.18306°W，而該地的平均海拔高度為204米（即669英尺）。